# Diecezja San Fernando de La Union
Diecezja San Fernando de La Union (łac. Diœcesis Ferdinandopolitana ab Unione) – diecezja rzymskokatolicka na Filipinach, z siedzibą w San Fernando. Powstała w 1970 z terenu archidiecezji Nueva Segovia.

## Główne świątynie
- Katedra: Katedra św. Williama w San Fernando
- Bazylika mniejsza: Bazylika Matki Bożej Miłosierdzia w Agoo

## Lista biskupów
- Victorino Ligot (1970 - 1980)
- Salvador Lazo Lazo (1981 - 1993)
- Antonio Tobias (1993 - 2003)
- Artemio Lomboy Rillera SVD (2005 - 2011)
- Rodolfo Beltran (2012 - 2017)
- Daniel Presto (od 2018)